# Barbarin (Navarra)
Barbarin település Spanyolországban, Navarra autonóm közösségben. Barbarin Luquin, Los Arcos, Villamayor de Monjardín és Arróniz községekkel határos. Lakosainak száma 46 fő (2024).

## Népesség
A település népessége az elmúlt években az alábbi módon változott:
| Lakosok száma | 96   | 94   | 82   | 74   | 65   | 63   | 58   | 55   | 48   | 46   |
|               | 2001 | 2004 | 2007 | 2009 | 2012 | 2014 | 2017 | 2019 | 2022 | 2024 |